# 本儀静
本儀 静（もとぎ しずか、旧姓：高橋、1913年（大正2年）7月16日 - 没年不明）は、日本のピアニスト。元徳島文理大学音楽学部教授。元甲南大学文学部講師。
東京音楽学校ピアノ科卒業。兵庫県神戸市出身。

## 生涯
兵庫県神戸市出身。1935年（昭和10年）に東京音楽学校ピアノ科（現：東京芸術大学音楽学部）を卒業し、ピアノを高折宮次、レオ・シロタ、森昭子に師事する。
1951年（昭和26年）から1974年（昭和49年）まで甲南大学文学部で講師を務め、徳島女子大学音楽学部で講師・教授となり、同大学が改称した徳島文理大学音楽学部で教授を務めた。